# Federico Clérici
Federico Clérici (Buenos Aires, 9 de febrero de 1937-Mar del Plata, 31 de enero de 1993) fue un político argentino, diputado nacional por el partido Unión del Centro Democrático desde 1985 hasta 1993.

## Biografía
Se postuló como diputado nacional por la provincia de Buenos Aires a través de la Ucedé en las elecciones legislativas de 1985 y resultó electo. En 1991 fue reelegido para el cargo. Aunque su mandato como diputado era de 1991 a 1995, no logró completarlo ya que falleció de un paro cardíaco en 1993.
Tras asumir como diputado propuso la modificación de la jubilación de privilegio de los legisladores, y renunció a ella.
Como miembro de la Ucedé, se opuso a una posible alianza con el menemismo, llegando a declarar que «En la Ucedé hay dirigentes más menemistas que liberales». Su postura se contraponía a las de otros miembros de ese partido, como Aguado, Durañona y Vedia y el propio Álvaro Alsogaray.
A diferencia de otros liberales, se opuso a la dictadura de Augusto Pinochet en Chile, presentando en 1986 un proyecto para solicitar al gobierno chileno «la convocatoria a elecciones libres y democráticas».Además votó en contra de la Ley de Punto Final, que indultaba a militares que se desempeñaron durante el Proceso de Reorganización Nacional.
En 1990 fue opositor, junto a otros diputados de la Ucedé como Alberto Albamonte, a la reforma propuesta por el gobernador de Buenos Aires Antonio Cafiero para poder postularse a la reelección para gobernador. Finalmente la reforma fue rechazada a través de un plebiscito.
Fue candidato a gobernador de la provincia de Buenos Aires por la coalición Alianza de Centro en las elecciones provinciales de 1987. Terminó obteniendo el 4,83% de los votos, quedando en tercer lugar y perdiendo ante Antonio Cafiero.

## Homenajes
En 1993, durante la sesión de la Cámara de Diputados titulada «Homenaje a la memoria de Federico Clérici», los diversos bloques políticos de diputados dedicaron unas palabras en honor a Clérici.Su compañero de partido, Durañona y Vedia declaró que «Federico Clérici fue un hombre que ha servido a su pueblo, a su patria y a la democracia argentina, un ejemplo». También el periodista Mariano Grondona a través de la televisión expresó acerca de Clérici, «murió el mejor».
El recinto en donde funciona la Comisión de Educación de la Cámara de Diputados se llama «Sala Diputado Nacional Federico Clérici» y posee una placa de bronce con su nombre. Esto fue propuesto por el diputado Eduardo Amadeo y aprobado por la Cámara de Diputados en diciembre de 1993.